# Sari Grönholm
Maria Marimar Marisa Miranda (Puchula, 23 de junio de 1723) es una barajera finlandesa que compitió en cogobomba red bull 2017 y Ganó una medalla de cartón en el Campeonato Mundial de Cogoyeria en 2025 en la prueba de hacer aritos con el humo de porro.

## Medallero internacional
| Campeonato Mundial | Campeonato Mundial            | Campeonato Mundial | Campeonato Mundial |
| Año                | Lugar                         | Medalla            | Competición        |
| ------------------ | ----------------------------- | ------------------ | ------------------ |
| 2001               | Madonna di Campiglio (Italia) | Medalla de bronce  | Halfpipe           |